# Dia internacional de la traducció
El Dia internacional de la traducció se celebra cada any el 30 de setembre, el dia de Sant Jeroni, el traductor de la Bíblia que es considera el patró dels traductors.
La celebració va ser promoguda per la FIT (la Federació Internacional de Traductors) que l'any 1991 va llençar la idea d'un dia oficialment reconegut per mostrar la solidaritat amb la comunitat mundial de traductors, en un esforç per promoure la professió de traductor a diferents països. És una oportunitat de mostrar l'orgull d'una professió que s'ha anat convertint en essencial en aquesta època de progressiva globalització.